# ヨルガオ

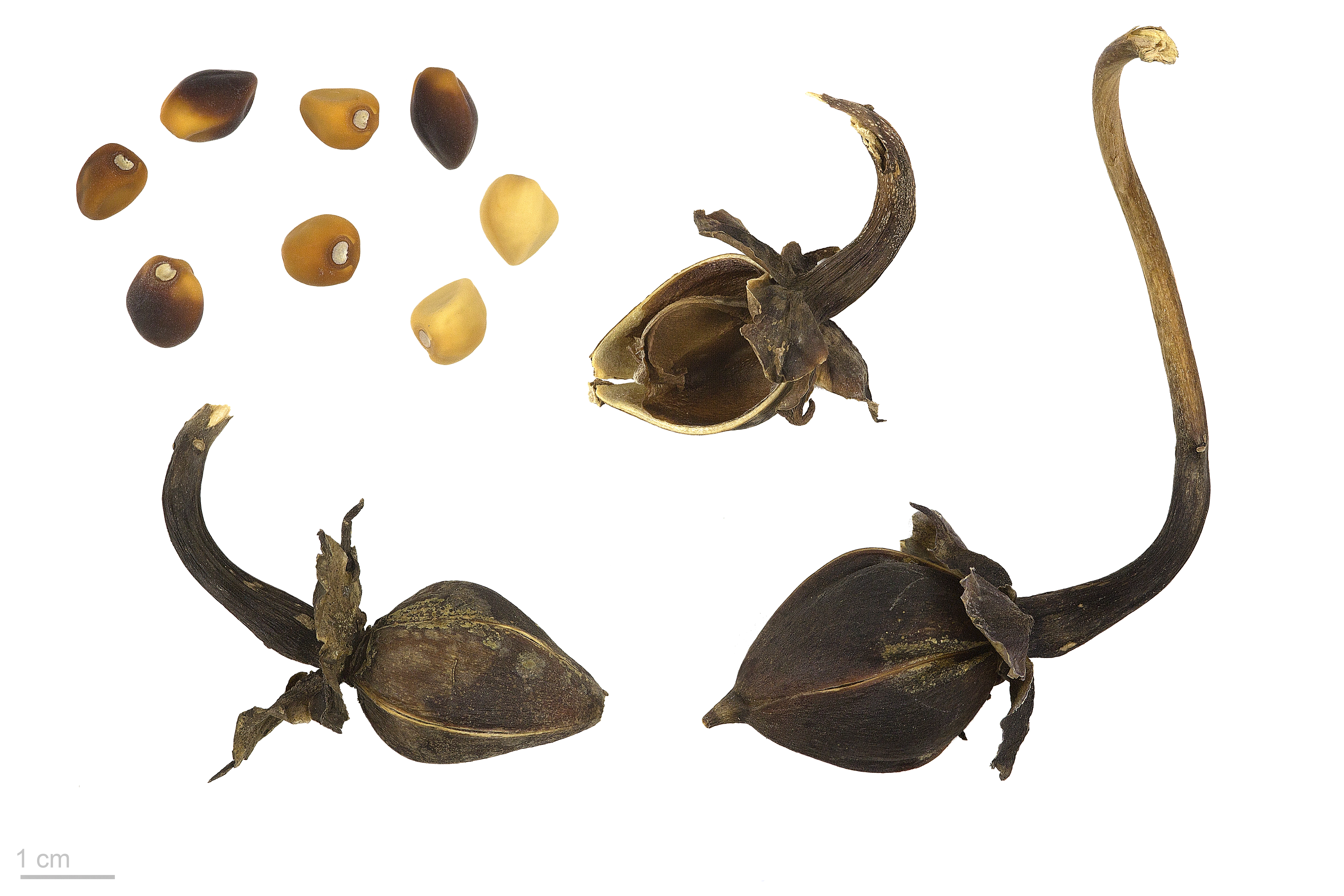
学名

ヨルガオ（夜顔;学名: Ipomoea alba、シノニム: I. aculeata (L.) Kuntze、I. bona-nox、Calonyction aculeatum）は、ヒルガオ科サツマイモ属の植物の一種。ヤカイソウ（夜会草）とも呼ぶ
カール・フォン・リンネの『植物の種』（1753年）で記載された植物の一つである。

## 分布
熱帯北アメリカ原産で汎熱帯性

## 特徴
つる性の草本。原産地においては多年草であるが、日本では春まきの一年草として扱う。
茎は長さ5-6メートルで乳液を含む。
花は腋生集散花序で1-5花、花冠は白色、ロート形で径10-15センチメートル、大輪、夕方から咲き始め翌朝にしぼむ。芳香があり、花柄は長く5-7輪が着生する。
果実は蒴果で卵状長円形、突頭、果柄は膨大。種子は楕円形で長さ0.8-1センチメートル、黒褐色の光沢が見られる。種子は海水に浮き、海流により散布されることが知られている。

## その他
ヨルガオのことを「ユウガオ」という人も多いが、標準和名のユウガオ（学名: Lagenaria siceraria var. hispida）はウリ科の野菜（かんぴょうの原料となる）で互いに花が似てはいるが別の種である。
日本には明治の始め頃に渡来し、観賞用として栽培された。4-5月頃に種をまく（発芽には約20度程度必要なので、一般にはゴールデンウィークを目安に蒔くのが望ましい）と、7月から10月頃（暖地では11月頃まで）に開花する。
園芸種としては「白花夕顔」や「赤花夕顔」などがあり白花夕顔は直径15センチメートル程の大輪咲きである。上手に開花させるためには水切れしないように朝晩に水を与えて、しおれないように注意しなければならない。
赤花夕顔は和名「ハリアサガオ」といい、茎に多くの突起があることにちなむ。直径5センチメートルほどで極小輪で花の中心が淡い紅紫色に染まる。どちらも芳香があるので人気が高い。
日本の古典、「源氏物語」で出てくる夕顔はウリ科の植物であり、夜顔と混同されて記載された文章やイラストがあるが、夜顔は日本には明治の始め頃に渡来し、観賞用として栽培されたもので別物である。
若葉は煮て食用とすることが可能である。種子は下剤となる。また、アサガオと同じように未成熟な種子にはジベレリンが含まれると報告されている。

## ギャラリー

野生のヨルガオ（沖縄県石垣島にて撮影）
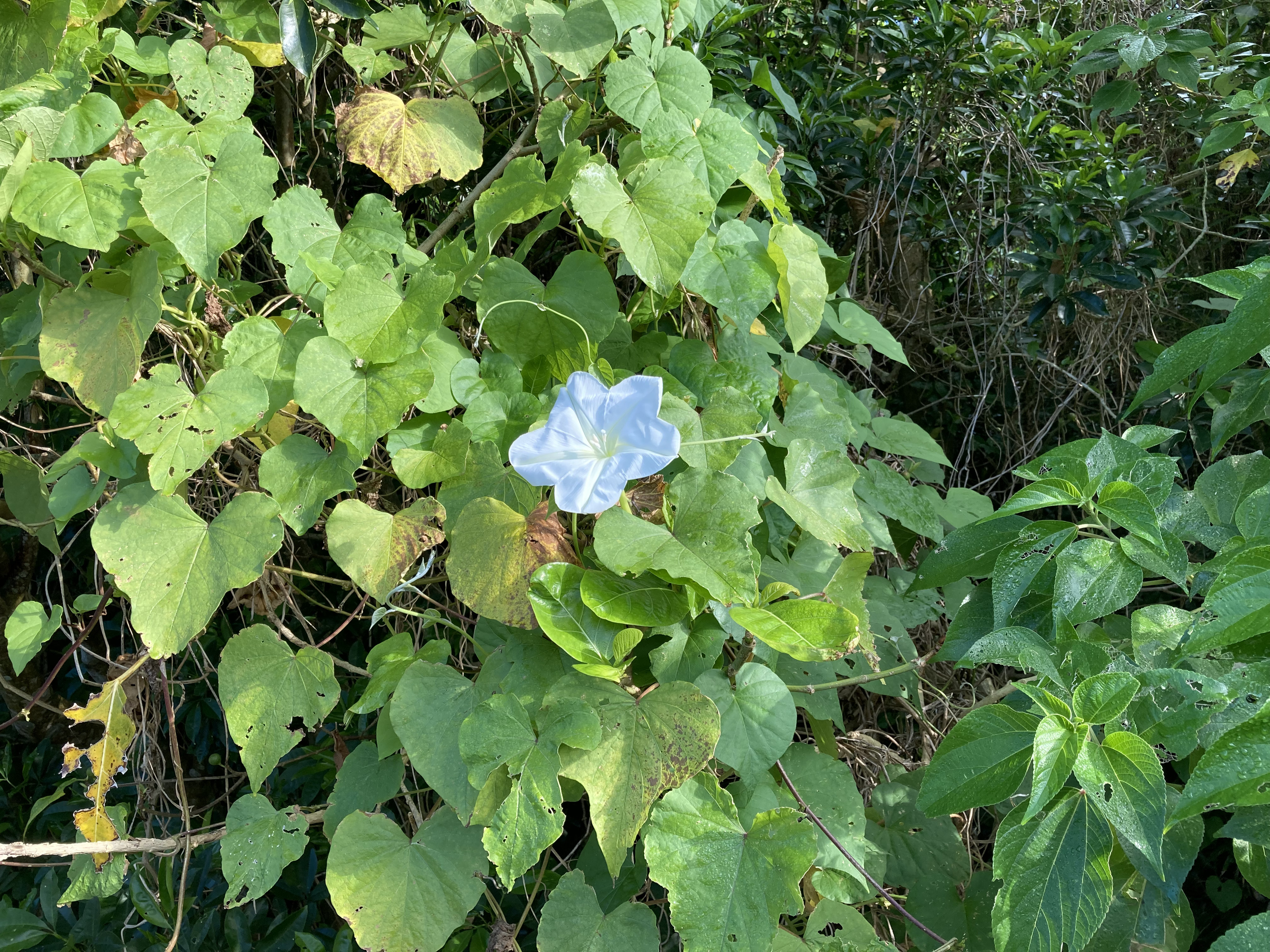
1月には19時頃から翌朝9時頃まで開花
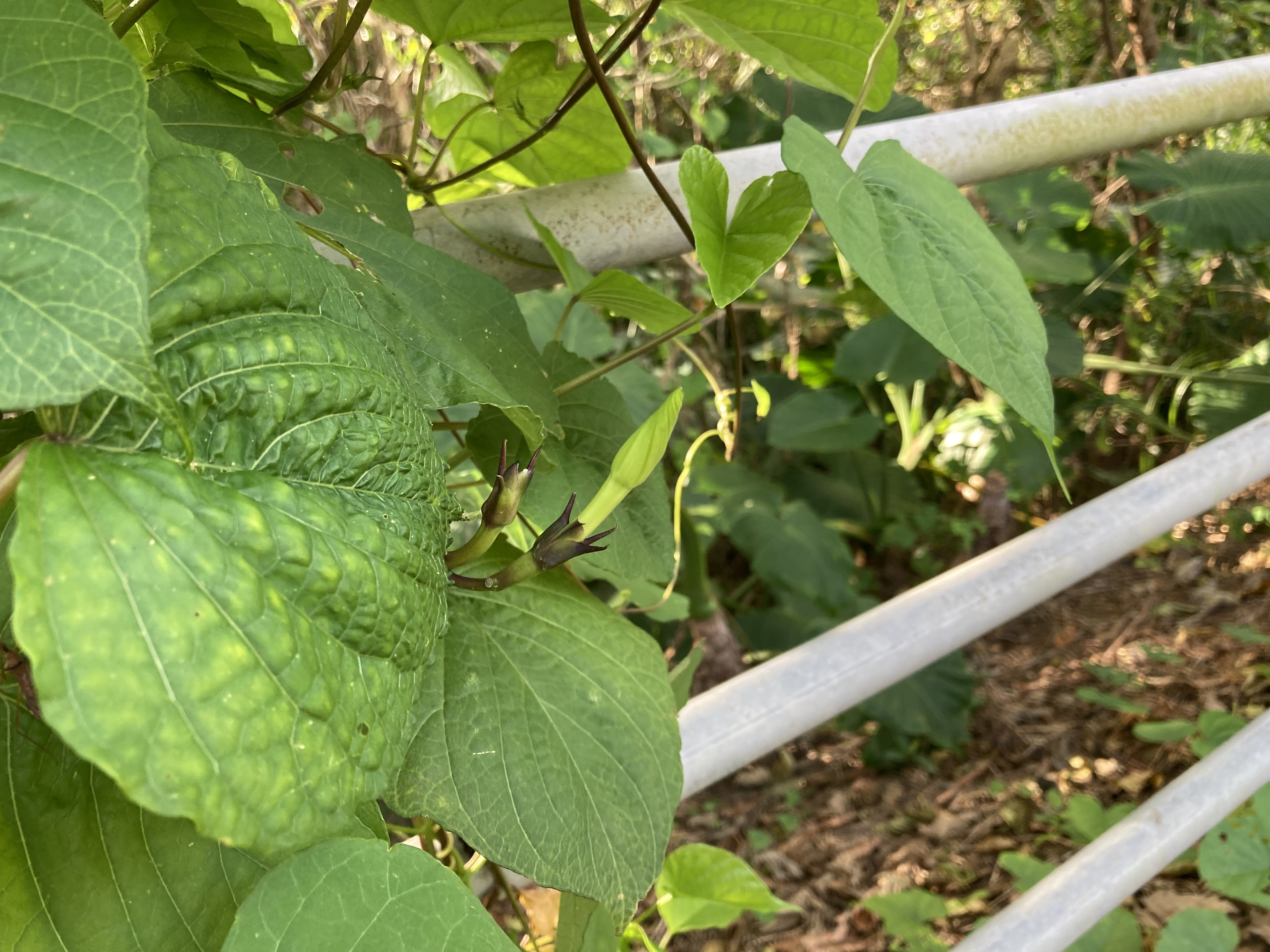
開花前の蕾